# Vilamacolum

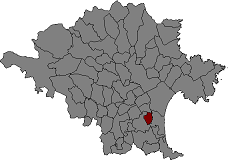
Położenie gminy na mapie comarki Alt Empordà

Vilamacolum – gmina w Hiszpanii,  w Katalonii, w prowincji Girona, w comarce Alt Empordà.
Powierzchnia gminy wynosi 5,59 km². Zgodnie z danymi INE, w 2005 roku liczba ludności wynosiła 292, a gęstość zaludnienia 52,24 osoby/km². Wysokość bezwzględna gminy równa jest 5 metrów. Współrzędne geograficzne gminy to 42°11′49″N, 3°3'24″E.
W gminie urodziła się i zmarła katalońska pisarka, Maria Àngels Anglada.

## Demografia
| 1991 | 1996 | 2001 | 2004 | 2005 |
| ---- | ---- | ---- | ---- | ---- |
| 215  | 252  | 263  | 294  | 292  |